# Spanische Mannschaftsmeisterschaft im Schach 1959
Die spanische Mannschaftsmeisterschaft im Schach 1959 war die dritte Austragung dieses Wettbewerbs. Am Start waren sechs Mannschaften, nämlich CA Hogar Portuarios Valencia, drei Madrider Vereine (der Titelverteidiger Real Madrid, CA Chardenet Madrid und CA Maira Madrid) und zwei Teams aus Barcelona (CA Español Barcelona und CA Barcelona). Zwar gelang es dem CA Español Barcelona, alle Wettkämpfe zu gewinnen, da aber die Brettpunkte über die Platzierung entschieden, verteidigte Real Madrid seinen Titel erfolgreich.

## Modus
Die sechs teilnehmenden Mannschaften spielten ein einfaches Rundenturnier an acht Brettern. Über die Platzierung entschied die Anzahl der Brettpunkte (ein Punkt für einen Sieg, ein halber Punkt für ein Remis, kein Punkt für eine Niederlage).

## Termine und Spielort
Das Turnier wurde vom 22. bis 26. September im Frontón Fiesta Alegre in Madrid ausgetragen.

## Abschlusstabelle
| Pl. | Verein                       | Sp | G | U | V | Brett-P.  |
| --- | ---------------------------- | -- | - | - | - | --------- |
| 01. | Real Madrid (M)              | 5  | 4 | 0 | 1 | 28,5:11,5 |
| 02. | CA Español Barcelona         | 5  | 5 | 0 | 0 | 28,0:12,0 |
| 03. | CA Barcelona                 | 5  | 3 | 0 | 2 | 22,0:18,0 |
| 04. | CA Chardenet Madrid          | 5  | 1 | 1 | 3 | 16,0:24,0 |
| 05. | CA Maira Madrid              | 5  | 1 | 0 | 4 | 14,5:25,5 |
| 06. | CA Hogar Portuarios Valencia | 5  | 0 | 1 | 4 | 11,0:29,0 |

## Entscheidungen
|     | Spanischer Meister: Real Madrid |
| (M) | Titelverteidiger                |

## Kreuztabelle
| Ergebnisse | Ergebnisse                   | 01. | 02. | 03. | 04. | 05. | 06. |
| ---------- | ---------------------------- | --- | --- | --- | --- | --- | --- |
| 01.        | Real Madrid                  |     | 3½  | 5   | 6   | 6½  | 7½  |
| 02.        | CA Español Barcelona         | 4½  |     | 5   | 5½  | 7½  | 5½  |
| 03.        | CA Barcelona                 | 3   | 3   |     | 5½  | 4½  | 6   |
| 04.        | CA Chardenet Madrid          | 2   | 2½  | 2½  |     | 5   | 4   |
| 05.        | CA Maira Madrid              | 1½  | ½   | 3½  | 3   |     | 6   |
| 06.        | CA Hogar Portuarios Valencia | ½   | 2½  | 2   | 4   | 2   |     |

## Die Meistermannschaft
| 1.            | Real Madrid |
| Schachfiguren | Arturo Pomar Salamanca, Román Torán Albero, Jesús Díez del Corral, Jaime Sicilia Pardo, José Ramón Arrupe Diego de Somonte, Victor Quelmadelos, Augusto Menvielle Lacourrelle, Roldán. |